# Étkezőkocsi

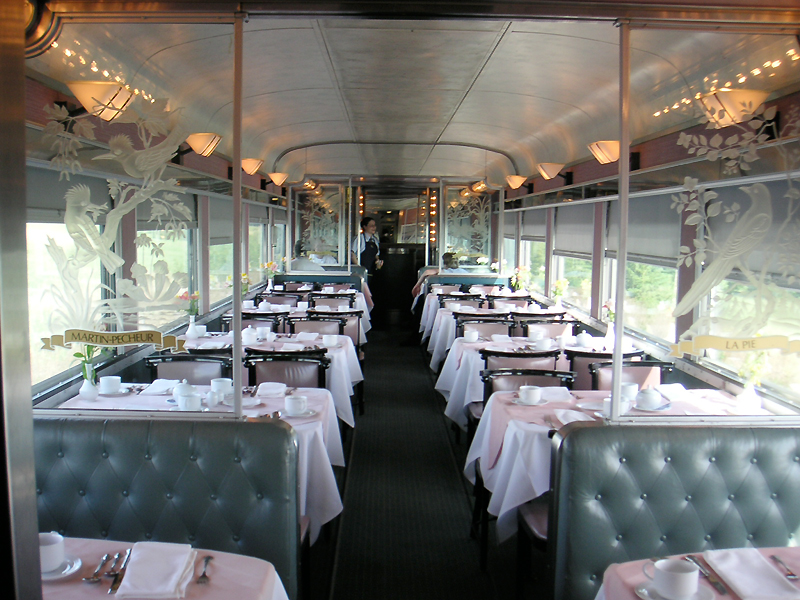
Étkezőkocsi a kanadai VIA Rail vonatán

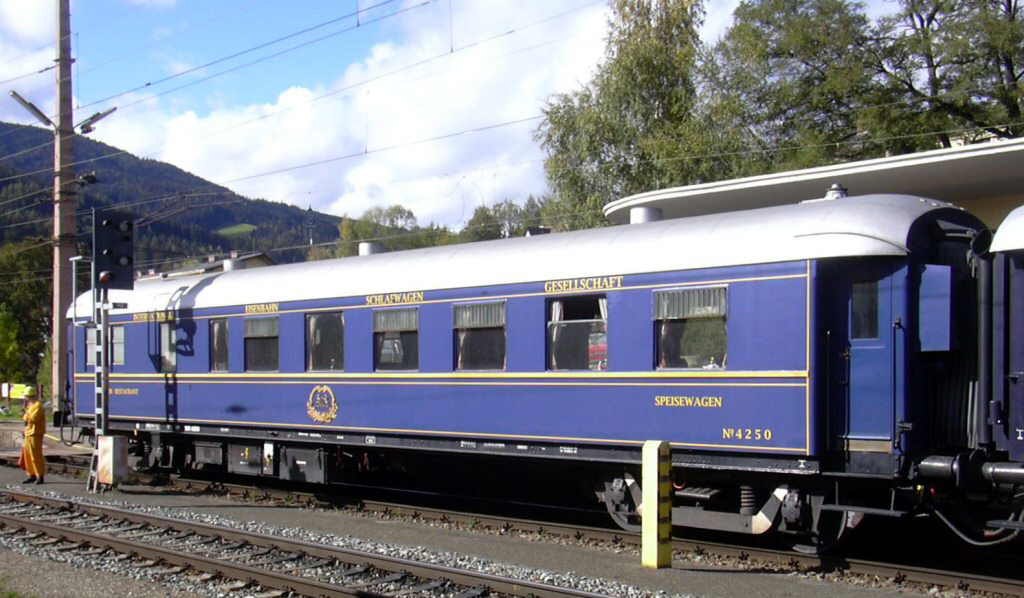
Wagons-Lits étkezőkocsi Ausztriában 2003-ban

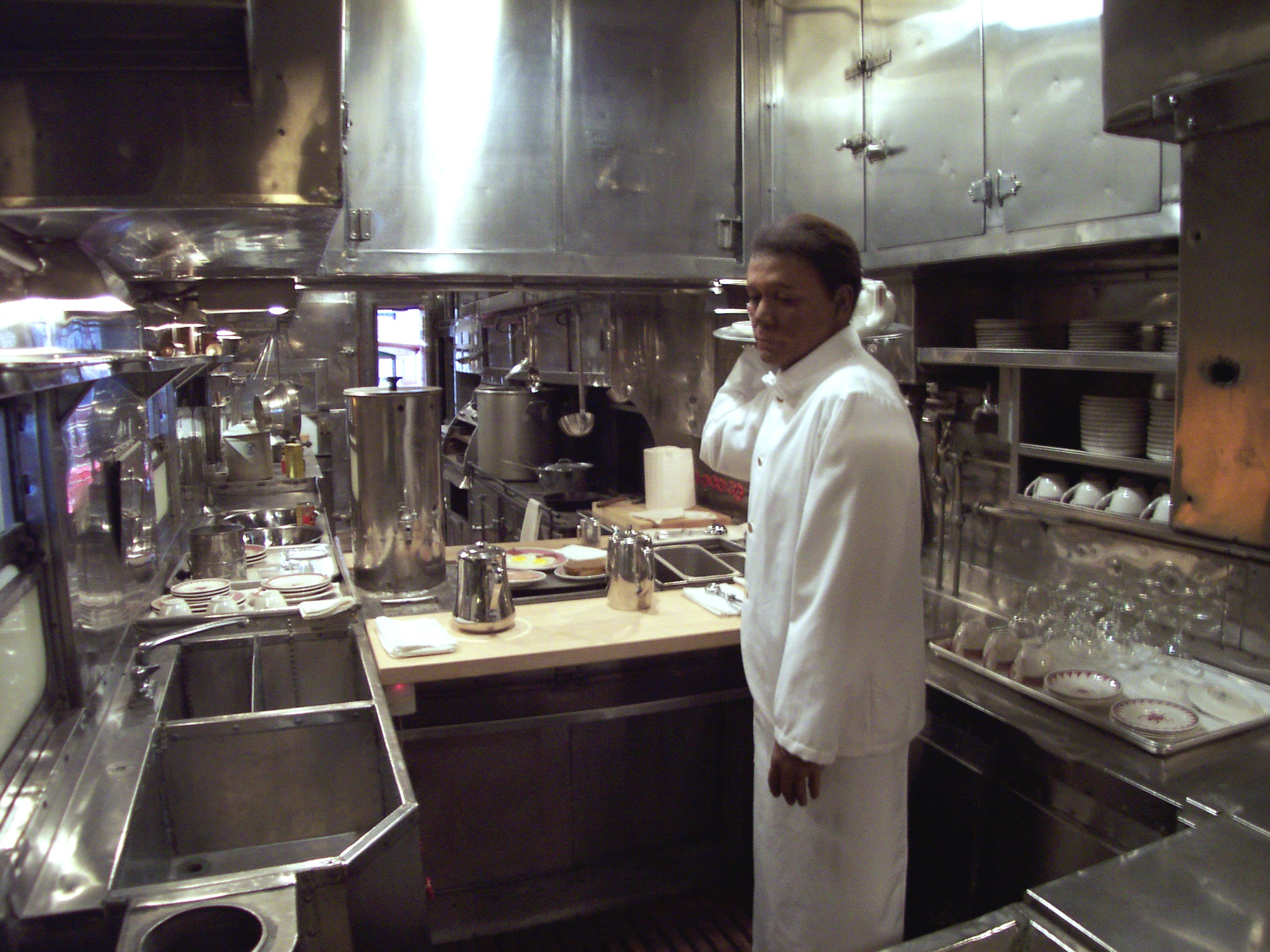
A Santa Fe étkezőkocsijának konyhája. Több mint egymillió ételt készítettek el benne.

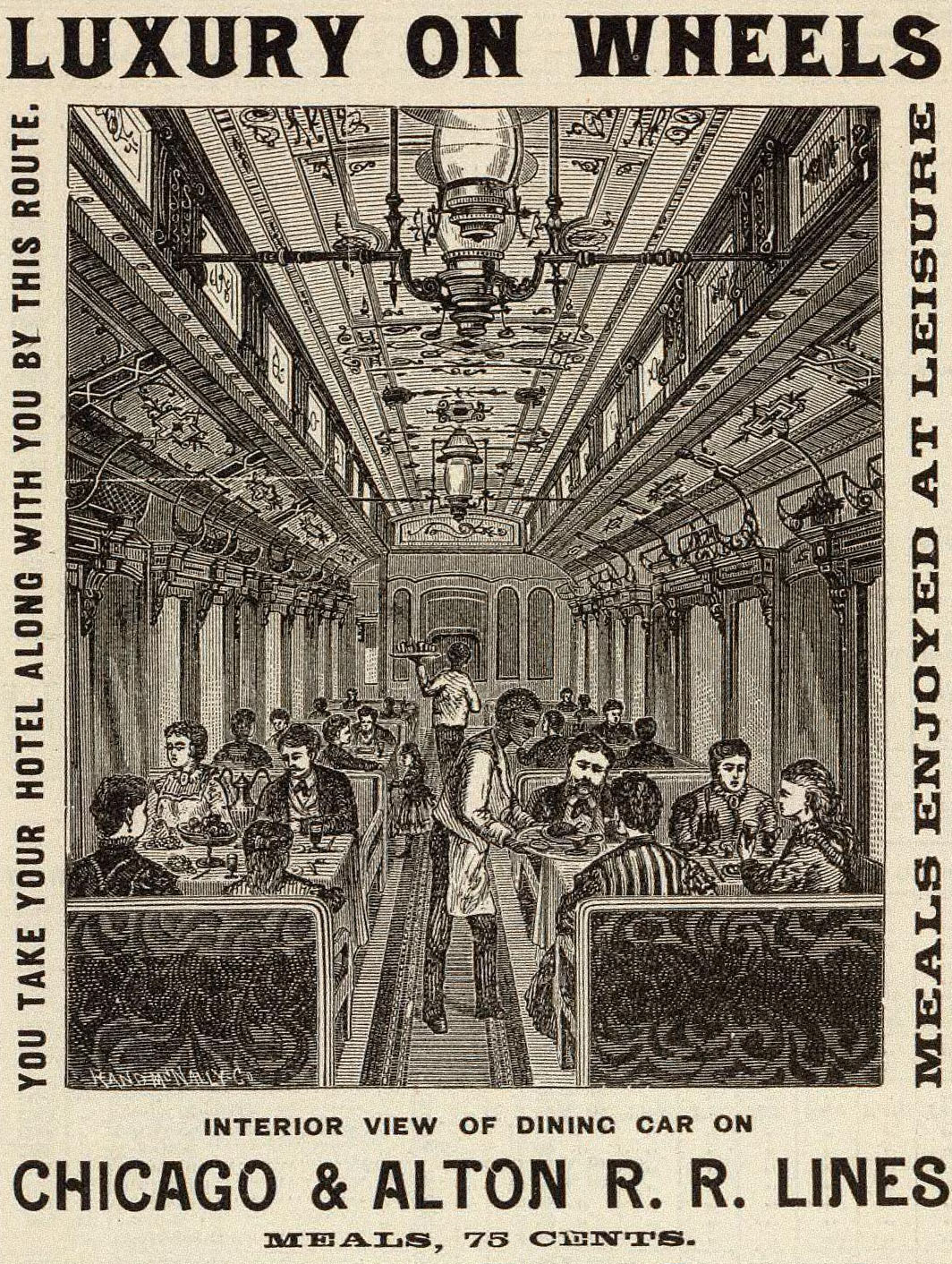
Egy 1880-as plakát a Chicago and Alton Railroad luxus étkezőkocsijáról

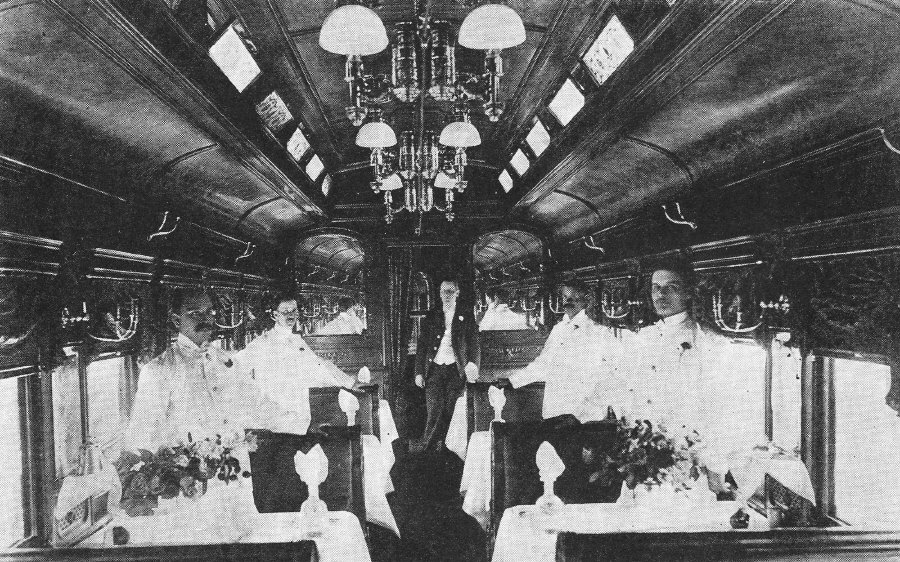
Étkezőkocsi a B&O Royal Blue vonaton 1895-ben

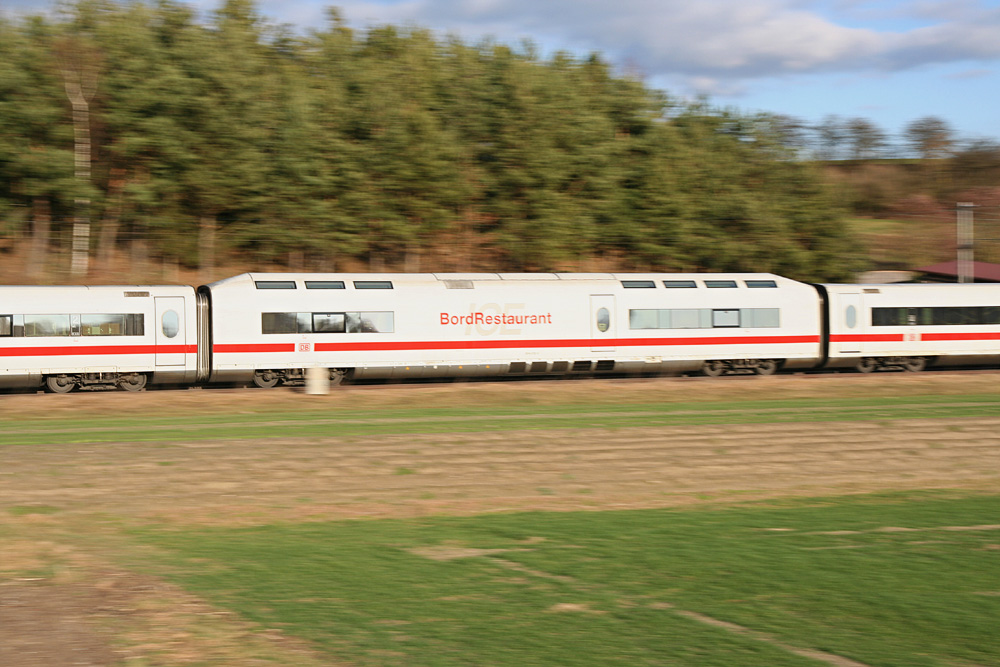
Az ICE 2 motorvonat jellegzetes étkezőkocsija

Étkezőkocsinak nevezzük a vasútnál azokat a személykocsikat, melyekben lehetőség van ételt, italt ülve fogyasztani. Általában a nagytávolságú vonatoknál használják. A nagysebességű vonatoknál, bár nagy távolságot tesznek meg, nincs szükség étkezőkocsikra. Magyarországon az InterCityk 2012 júniusáig étkezőkocsival közlekedtek, de az alacsony kihasználtság miatt a legtöbb vonatnál megszűnt a szolgáltatás. A nemzetközi EuroCityk többsége étkezőkocsival vagy büfékocsival közlekedik.

## Története
A korai távolsági vasúti utazásoknál nem volt még megfelelő étkezőkocsi. Az utasok maguk gondoskodtak az ételről, vagy az állomásokon, ahol a vonat megállt vizet vételezni, volt lehetőség enni. Ezek a körülmények sok utast elriasztottak, ezért szükség volt megfelelő étkezőkocsikra, különösen a hosszú, transzkontinentális járatokon. Napjainkban a szerepe csökkent, a vonatok gyorsabbak lettek, vagy hosszabb útra más közlekedési eszközt választanak az utasok.
Az étkezőkocsik egyik speciális felhasználása a nosztalgia- és kirándulóvonat üzemeltetése. Ezeken a vonatokon az utazási élményhez az étkezés is hozzá tartozik. Magyarországon a MÁV Nosztalgia Kft. üzemeltet úgynevezett Gyertyafény Expresszt is, melyen a hangsúly a vonaton elköltött vacsorán van.

## Típusok

### Ausztria
| Típus         | Forgalomba állítás | Darabszám | Megjegyzés                         |
| ------------- | ------------------ | --------- | ---------------------------------- |
| BR4hTL 7310.0 | 1965               | 5         | Az ÖBB 4010 kocsija (leselejtezve) |
| BR4hTL 7110.3 | 1966               | 12        | AzÖBB 4010 kocsija (leselejtezve)  |
| WR4hTL 7310.1 | 1970               | 12        | Az ÖBB 4010 kocsija (leselejtezve) |
| BRm 85-33.0   | 1966               | 10        |                                    |
| WRmz 88-33.0  | 1991               | 6         |                                    |
| Bpz 85-35.3   | 1975               | 10        |                                    |
| BRmpz 85-75.0 | 1982               | 10        |                                    |
| WRmz 88-75.0  | 1988               | 10        |                                    |
| Bmpz 85-75.5  | 1983               | 5         |                                    |
| WRmz 88-70.0  | 1977               | 5         | RIC-étkező (1997-ben leselejtezve) |
| WRmz 88-70.1  | 1982               | 5         | RIC-étkező (2001-ben leselejtezve) |
| WRmz 88-90.2  | 1988               | 16        | RIC-étkező, 2003-tól modernizálva  |
| WRmz 88-91.3  | 1991               | 18        | RIC-étkező, 2003-tól modernizálva  |
| WRmz 88-95.0  | 2005               | 5         |                                    |

### Magyarország
Bővebben: MÁV étkezőkocsik
Magyarországon korábban csak a nemzetközi-, külön- és egyes InterCity-vonatokban használtak étkezőkocsit. Azonban 2012 június 15-től a MÁV megszüntette a szolgáltatást a belföldi vonatain. Az indoklás szerint a szolgáltatás működtetése 655,7 millió forint, míg a bevétel csak 10,3 millió forint volt évente.